# Борис Кристанчич
Борис Кристанчич (21. новембар 1931 — 29. октобар 2015) био је југословенски и словеначки кошаркаш.

## Биографија
Кристанчич је рођен у Скопљу. Поред бављења кошарком, по струци је био грађевински инжењер.
Већи део кошаркашке каријере провео је у Олимпији из Љубљане, истовремено и као играч и као тренер током 1950-их и 1960-их. Са Олимпијом је неколико пута освојио кошаркашко Првенство Југославије. Кристанчич је био први кошаркаш са територије Словеније који је играо за инострани клуб.
За кошаркашку репрезентацију Југославије наступао је од 1951. до 1960. године и одиграо 81 утакмицу. Био је капитен репрезентације шест година. Играо је на Светском првенству 1954. у Бразилу (11. место), на два Европска првенства (1957. 6. место и 1959. 9. место). Наступио је за репрезентацију Југославије на Летњим олимпијским играма 1960. у Риму, када је освојено шесто место.
Био је члан (1967–1978) и председник (1978–1983) техничког комитета Кошаркашког савеза Југославије и шеф организационог одбора Светског првенства 1970. године које је одржано у Југославији.
Преминуо је 29. октобра 2015. године, истог дана када и српски кошаркашки тренер Ранко Жеравица.

## Клупски трофеји
- Првенство Југославије: 1957, 1959, 1961.